# Иванова, Зинаида Сергеевна
Зинаида Сергеевна Иванова (псевдонимы — Н. Мирович, Зинаида Мирович; 1865, Сычёвский уезд, Смоленская губерния — 24 августа 1913, Владыкино, Московская губерния) — русская писательница, публицистка, критик, переводчица, историк, педагог. Видная деятельница женского движения конца XIX — начала XX века в России.

## Биография
Родилась в семье деятельного участника крестьянской реформы 1861 года С. С. Иванова. Окончила пансион Дюмушель. Позже — выпускница Высших женских курсов Герье в Москве.
Деятельница женского движения в России. Была одной из активисток Всероссийского союза равноправия женщин и Российской лиги равноправия женщин.
Автор многих книжек, изданных в Санкт-Петербурге и Москве. Напечатала ряд статей об эпохе французской революции (в «Пантеоне Литературы», «Историческом обозрении» и др. изданиях), критический этюд о Генрихе Ибсене и ряд педагогических и публицистических работ. Сотрудничала с журналами: «Образование», «Женское дело» (1900), «Русская мысль» (1906), «Нижегородский сборник» (СПб.,1905), «Вестник воспитания», с британским Jus Suffragii.
В своем творчество использовала псевдонимы Ив., З.; И—ва, З.; М—ч, Н.; Мирович, З. С., но чаще Н. Мирович. В списке авторов Энциклопедического словаря Гранат значится как З. С. Мирович.

## Избранные публикации
- Библиографическое и историко-литературное исследование о богогласнике (Вильно, 1876);
- Госпожа Ролан: Историко-литературный этюд. СПб., 1890;
- Генрих Ибсен: Биографический очерк. СПб., 1892;
- Страница из истории Великой французской революции. (Г — жа Ролан). М.: издательство «С. Дороватовского и А. Чарушникова», 1905, тираж — 2400.
- Передвижная школа для взрослых. 1905;
- Очерки из истории Великой французской революции. Т. 1—3. М., 1906;
- Сен-Жюст. 1906;
- Шарлотта Корде. Биографический очерк. — М.: Тов-во И. Д. Сытина. 1906. — 39 с.
- Победа женского движения в Финляндии. 1907;
- Женское движение в Европе и Америке. М., 1907;
- Из истории женского движения в России. М., 1908;
- Жан Масе;
- Из истории женского образования в России;
- Университетские поселения в Англии;
- Национальный союз домашнего чтения в Англии;
- Демократизация образования во Франции;
- Два конгресса женской фронды: (из воспоминаний) (Сборник на помощь учащимся женщинам, составленный исключительно из произведений женщин-писательниц… М., 1901) и др.

Перевела с английского «В доме сумасшедших: Драматическая картина» (1900); «Лицемеры: Драма» (1900), «Послание австралийских гражданок к женщинам других стран, собравшимся на конгресс в Копенгагене» 1906; в 1905 перевела книгу Джона Стюарта Милля «Избирательные права женщин».